# كيفين هورلوك
كيفين هورلوك (بالإنجليزية: Kevin Horlock)‏ (1 نوفمبر 1972 في المملكة المتحدة - ) هو لاعب كرة قدم أيرلندي شمالي في مركز الوسط. شارك مع منتخب أيرلندا الشمالية لكرة القدم. أما مع النوادي، فقد لعب مع إيبسويتش تاون وسكونثورب يونايتد وسويندون تاون ومانشستر سيتي ونادي دونكاستر روفرز ووست هام يونايتد ونادي مانسفيلد تاون وNeedham Market F.C. ‏.

## وصلات خارجية
- كيفين هورلوك على موقع الاتحاد الدولي (مؤرشف)  (الإنجليزية)
- كيفين هورلوك على موقع قاعدة بيانات كرة القدم.إي يو (الإنجليزية)
- كيفين هورلوك على موقع ناشيونال فوتبول تيمز (الإنجليزية)
- كيفين هورلوك على موقع Soccerbase.com (لاعب) (الإنجليزية)
- كيفين هورلوك على موقع عالم كرة القدم.نت (الإنجليزية)